# Općinska B nogometna liga Daruvar 1981./82.
Općinska B nogometna liga Daruvar je bila liga osmog stupnja nogometnog prvenstva Jugoslavije u sezoni 1981./82. 

Dotadašja Općinska nogometna liga Daruvar je podijeljena na dvije lige - Općinsku A ligu i Općinsku B ligu. U Općinskoj B ligi su nastupali klubovi koji nisu imali momčad u omladinskom prvenstvu (za pionire). 

Sudjelovalo je 5 klubova, a prvak je bio klub "Polet" iz Uljanika. 

## Sustav natjecanja
5 klubova je igralo dvokružnu ligu (20 kola, 16 utakmica po klubu). 

## Ljestvica
| mj. | klub                    | ut. | pob | ner | por | gol+ | gol- | bod | bod- |
| --- | ----------------------- | --- | --- | --- | --- | ---- | ---- | --- | ---- |
| 1.  | Polet Uljanik           | 16  | 14  | 0   | 2   | 74   | 25   | 28  |      |
| 2.  | Imsovac                 | 16  | 9   | 2   | 5   | 52   | 39   | 20  |      |
| 3.  | Partizan Batinjani      | 16  | 6   | 0   | 10  | 41   | 53   | 10  | -2   |
| 4.  | Primjer Miljanovac      | 16  | 5   | 0   | 11  | 52   | 65   | 10  |      |
| 5.  | Omladinac Ivanovo Polje | 16  | 4   | 2   | 10  | 45   | 82   | 10  |      |

## Rezultatska križaljka
| kratica | klub                    | IMS | OML | PAR | POL | PRI |
| --- | ----------------------- | --- | --- | --- | --- | --- |
| IMS | Imsovac                 |     |     |     |     |     |
| OML | Omladinac Ivanovo Polje |     |     |     |     |     |
| PAR | Partizan Batinjani      |     |     |     |     |     |
| POL | Polet Uljanik           |     |     |     |     |     |
| PRI | Primjer Miljanovac      |     |     |     |     |     |
| |                         |     |     |     |     |     |
| podebljan rezultat - utakmice od 1. do 5., te od 11. do 15. kola (1. i 3. utakmica između klubova) rezultat normalne debljine - utakmice od 6. do 10., te od 16. do 20. kola (2. i 4. utakmica između klubova) rezultat nakošen - nije vidljiv redoslijed odigravanja međusobnih utakmica iz dostupnih izvora rezultat smanjen * - iz dostupnih izvora nije uočljiv domaćin susreta prekrižen rezultat - poništena ili brisana utakmica p - utakmica prekinuta 3:0 p.f. / 0:3 p.f. - rezultat 3:0 bez borbe n.i. - nije igrano |                         |     |     |     |     |     |

 Izvori: